# 'Uiha
'Uiha es la capital del distrito de 'Uiha, en Tonga. Tiene una población de 285 habitantes en 2021.

## Historia
En la costa Este de la isla de 'Uiha se encuentra el yacimiento del Makahokovalu, un túmulo ('esi en tongano) de 12 m de ancho por 25 m de largo que servía como fa'itoka (cementerio en tongano). Según la tradición oral, este monumento fue construido por Valu para su hija 'Ungatea, esposa de 'Uiha. Aunque no hay acuerdo en torno a su simbología, se cree que pudo ser un lugar asociado a figuras legendarias tonganas o un lugar de culto al sol.